# World Championship Tour 1999
Cet article présente la saison 1999 du Championnat du monde de surf.

## Palmarès détaillé 1999

### 1999 hommes

#### Calendrier
| Date                     | Lieu                                | Pays                | Compétition                   | Vainqueur      |
| ------------------------ | ----------------------------------- | ------------------- | ----------------------------- | -------------- |
|                          | Manly Beach, Nouvelle-Galles du Sud | Australie           | Rip Curl Pro Surf             | Shane Dorian   |
| 30 mars-8 avril          | Bells Beach, Victoria               | Australie           | Coca Cola Surf Classic        | Taj Burrow     |
| 5 mai-15 mai             | Teahupoo, Tahiti                    | Polynésie française | Gotcha Pro Tahiti             | Mark Occhilupo |
| 19 mai-23 mai            | Chiba                               | Japon               | Japan Pro                     | Tim Curran     |
| 26 mai-4 juin            | Tavarua                             | Fidji               | Quiksilver Pro                | Mark Occhilupo |
| 1er juillet-11 juillet   | Jeffreys Bay                        | Afrique du Sud      | Billabong Pro Jeffreys        | Joël Parkinson |
| 28 juillet-1er août      | Huntington Beach, Californie        | États-Unis          | Bluetorch Pro                 | Neco Padaratz  |
| 17 août-23 août          | Lacanau, Gironde                    | France              | Lacanau Pro                   | Tim Curran     |
| 2 septembre-12 septembre | Anglet, Landes Mundaka, Pays basque | France Espagne      | Billabong Pro                 | Mark Occhilupo |
| 13 octobre-17 octobre    | Rio de Janeiro                      | Brésil              | Rio Surf International        | Taj Burrow     |
| 9 décembre-21 décembre   | Banzai Pipeline, Oahu               | États-Unis          | Mountain Dew Pipeline Masters | Kelly Slater   |

#### Classement
| Classement | Nom               | Pays           | Points | Nombre d'épreuves | Remarque |
| ---------- | ----------------- | -------------- | ------ | ----------------- | -------- |
| 1          | Mark Occhilupo    | Australie      | 7120   | 13                |          |
| 2          | Taj Burrow        | Australie      | 6150   | 13                |          |
| 3          | Victor Ribas      | Brésil         | 6060   | 13                |          |
| 4          | Sunny Garcia      | États-Unis     | 5960   | 13                |          |
| 5          | Mick Campbell     | Australie      | 5730   | 13                |          |
| 6          | Tim Curran        | États-Unis     | 5680   | 13                |          |
| 7          | Michael Lowe      | Australie      | 5670   | 13                |          |
| 8          | Beau Emerton      | Australie      | 5510   | 13                |          |
| 9          | Damien Hardman    | Australie      | 5380   | 12                |          |
| 10         | Nathan Webster    | Australie      | 5360   | 13                |          |
| 11         | Shane Dorian      | États-Unis     | 5320   | 13                |          |
| 12         | Jake Paterson     | Australie      | 5280   | 13                |          |
| 13         | Shea Lopez        | États-Unis     | 5200   | 13                |          |
| 14         | Rob Machado       | États-Unis     | 5190   | 13                |          |
| 15         | Ross Williams     | États-Unis     | 5070   | 13                |          |
| 16         | Luke Egan         | Australie      | 5050   | 13                |          |
| 17         | Kalani Robb       | États-Unis     | 4650   | 13                |          |
| 18         | C.J. Hobgood      | États-Unis     | 4600   | 13                |          |
| 19         | Matt Hoy          | Australie      | 4560   | 12                |          |
| 20         | Todd Prestage     | Australie      | 4470   | 13                |          |
| 21         | Cory Lopez        | États-Unis     | 4410   | 13                |          |
| 22         | Daniel Wills      | Australie      | 4400   | 13                |          |
| 23         | Fabio Gouveia     | Brésil         | 4390   | 13                |          |
| 24         | Shane Beschen     | États-Unis     | 4390   | 12                |          |
| 25         | Pat O'Connell     | États-Unis     | 4360   | 13                |          |
| 26         | Luke Hitchings    | Australie      | 4350   | 13                |          |
| 27         | Glyndyn Ringrose  | Australie      | 4350   | 13                |          |
| 28         | Armando Daltro    | Brésil         | 4250   | 13                |          |
| 29         | Conan Hayes       | États-Unis     | 4250   | 13                |          |
| 30         | Peterson Rosa     | Brésil         | 4160   | 12                |          |
| 31         | Renan Rocha       | Brésil         | 4140   | 13                |          |
| 32         | Guilherme Herdy   | Brésil         | 4130   | 12                |          |
| 33         | Richard Lovett    | Australie      | 3990   | 13                |          |
| 34         | Andy Irons        | États-Unis     | 3990   | 12                |          |
| 35         | Michael Barry     | Australie      | 3930   | 13                |          |
| 36         | Crhistiano Spirro | Brésil         | 3930   | 13                |          |
| 37         | Shane Wehner      | Australie      | 3920   | 13                |          |
| 38         | Bryan Hewitson    | États-Unis     | 3880   | 13                |          |
| 39         | Greg Emslie       | Afrique du Sud | 3830   | 13                |          |
| 40         | Shane Powell      | Australie      | 3660   | 13                |          |
| 41         | Shane Bevan       | Australie      | 3620   | 13                |          |
| 42         | Mark Bannister    | Australie      | 3210   | 10                |          |
| 43         | Chris Davidson    | Australie      | 3140   | 11                |          |
| 44         | Shawn Sutton      | États-Unis     | 2660   | 8                 |          |

### 1999 Femmes

#### Calendrier
| Date                     | Lieu                                | Pays                | Compétition                     | Vainqueur        |
| ------------------------ | ----------------------------------- | ------------------- | ------------------------------- | ---------------- |
| 11 mars-21 mars          | Gold Coast, Queensland              | Australie           | Roxy Pro                        | Serena Brooke    |
| 30 mars-9 avril          | Bells Beach, Victoria               | Australie           | Sunsmart Classic                | Layne Beachley   |
| 12 avril-18 avril        | Manly Beach, Nouvelle-Galles du Sud | Australie           | Diet Coke Classic               | Layne Beachley   |
| 5 mai-15 mai             | Teahupoo, Tahiti                    | Polynésie française | Gotcha Tahiti Pro               | Kate Skarrat     |
| 19 mai-23 mai            | Chiba                               | Japon               | Japan Pro                       | Neridah Falconer |
| 1er juillet-10 juillet   | Jeffreys Bay                        | Afrique du Sud      | Billabong / MSF Pro             | Melanie Redman   |
| 28 juillet-1er août      | Huntington Beach, Californie        | États-Unis          | Gotcha Girl Star Pro            | Rochelle Ballard |
| 5 août-9 août            | Newquay, Angleterre                 | Royaume-Uni         | Newquay Pro                     | Layne Beachley   |
| 17 août-23 août          | Lacanau, Gironde                    | France              | T & C Lacanau Pro               | Megan Abubo      |
| 24 août-30 août          | Hossegor/Seignosse                  | France              | Rip Curl Pro Mademoiselle       | Rochelle Ballard |
| 2 septembre-12 septembre | Anglet, Landes Mundaka, Pays basque | France Espagne      | Billabong Pro                   | Serena Brooke    |
| 13 octobre-17 octobre    | Rio de Janeiro                      | Brésil              | Rio Marathon Surf International | Andrea Lopes     |
| 7 novembre-8 novembre    | Honolua Bay, Maui, Hawaii           | États-Unis          | Billabong Pro                   | Trudy Todd       |
| 26 novembre-8 décembre   | Sunset Beach, Oahu, Hawaii          | États-Unis          | Roxy Pro                        | Layne Beachley   |

#### Classement
| Classement | Nom                | Pays       | Points | Remarque |
| ---------- | ------------------ | ---------- | ------ | -------- |
| 1          | Layne Beachley     | Australie  | 8080   |          |
| 2          | Serena Brooke      | Australie  | 6935   |          |
| 3          | Trudy Todd         | Australie  | 6520   |          |
| 4          | Melanie Redman     | Australie  | 6490   |          |
| 5          | Rochelle Ballard   | États-Unis | 6160   |          |
| 6          | Maria Tita Tavares | Brésil     | 6090   |          |
| 7          | Megan Abubo        | États-Unis | 5705   |          |
| 8          | Neridah Falconer   | Australie  | 5320   |          |
| 9          | Lynette MacKenzie  | Australie  | 5270   |          |
| 10         | Yvonne Rogencamp   | Australie  | 4310   |          |
| 11         | Pauline Menczer    | Australie  | 4130   |          |
| 12         | Sandie Dryden      | Australie  | 3560   |          |
| 13         | Jacqueline Silva   | Brésil     | 3190   |          |
| 14         | Kate Skarratt      | Australie  | 3175   |          |
| 15         | Prue Jeffries      | Australie  | 2580   |          |
| 16         | Hayley Tasker,     | Australie  | 2260   |          |
| 17         | Kim Wooldridge     | Australie  | 1510   |          |